# Petromaskulinität

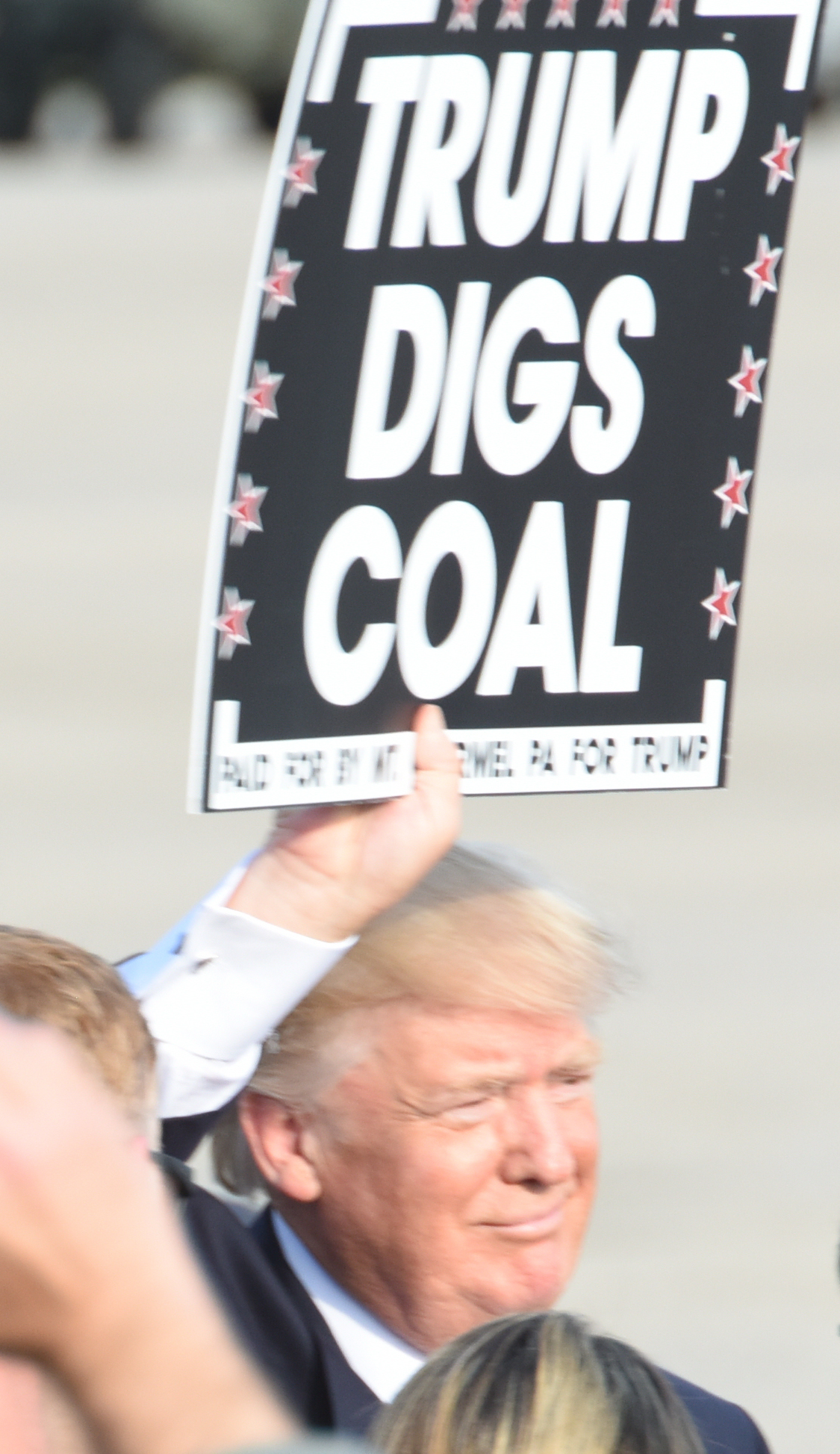
Donald Trump hält ein Schild „Trump Digs Coal“ („Trump schürft/mag Kohle“, 2017)

Petromaskulinität (von englisch petromasculinity, abgeleitet von Petroleum = Erdöl, und Maskulinität = Männlichkeit) beschreibt die Verknüpfung von weißer, hegemonialer Männlichkeit mit einem Festhalten an fossilen Brennstoffen, Klimawandelleugnung und Autoritarismus. Der Begriff petro-masculinity stammt von der amerikanischen Politikwissenschaftlerin Cara Daggett, die ihn 2018 verwendete, um meist männlich geprägte, autoritäre Gegenbewegungen zum Klimaschutz zu erklären.
Laut Daggett soll neben wirtschaftlichen Faktoren auch eine als bedroht empfundene Männlichkeit eine Rolle bei Gegenbewegungen zum Klimaschutz spielen. Insbesondere weiße Männer könnten dazu verleitet werden, ihre kulturelle Identität an fossile Energien zu knüpfen, um verloren geglaubte Männlichkeit und Dominanz wiederzuerlangen. Infolgedessen würden Maßnahmen zum Klimaschutz als Bedrohung der eigenen Identität angesehen und bekämpft. Auf gesellschaftlicher Ebene kann der Aufstieg Donald Trumps diesem Phänomen mit zugerechnet werden, der in seinem Wahlkampf Werte traditioneller Männlichkeit mit einer Verherrlichung fossiler Energien verband.

## Theorie

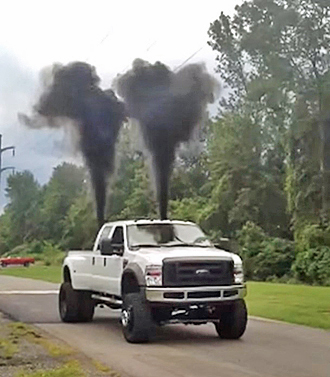
Die mutwillige Verursachung einer stark verrußten Abgaswolke als Beispiel für Petromaskulinität

Laut Daggett bietet der Begriff Petromaskulinität einen Erklärungsansatz für das Phänomen, dass hauptsächlich weiße, konservative Männer den menschengemachten Klimawandel leugnen und das Festhalten an fossilen Brennstoffen befürworten. Zunächst stellt Daggett fest, dass Freiheitsideale häufig auf Männer ausgerichtet seien. Ein Lebensstil, der beispielsweise dem American Dream folgte, war stark auf den Verbrauch fossiler Energieträger angewiesen. Gleichzeitig schuf die Produktion ebenjener wiederum Jobs für Männer, die damit einen Familienlohn generieren und somit dem gesellschaftlichen Leitbild des Familienernährers entsprechen konnten. Männlichkeit sei so über lange Zeit mit einer emissionsintensiven Lebensweise verknüpft worden.
Darüber hinaus beruft sich Daggett auf Klaus Theweleits Werk Männerphantasien. Darin wird darauf hingewiesen, dass Fließendes mit Weiblichkeit assoziiert werde, was eine demonstrativ zur Schau gestellte Härte von Männern nach sich ziehe, um sich nicht im Flüssigen aufzulösen. Das Flüssige dürfe aus männlicher Perspektive nicht fließen, denn sonst gefährde es die Identität als Mann. Dennoch übe es stets auch eine gewisse Anziehungskraft aus, was ein hohes Maß an Selbstbeherrschung notwendig mache. Daggett verweist in diesem Zusammenhang darauf, dass diese Ambivalenz in Erdöl eine Entsprechung findet: Flüssiges Öl ist von hartem Gestein umgeben, es kann aber auch bei der Erdölgewinnung an die Oberfläche sprudeln. Es stehe damit gleichzeitig für Kompression und Ausbruch. Außerdem falle auf, dass Öl und damit auch seine umweltschädliche Wirkung zuweilen mit männlichem Lustgewinn verbunden werden – etwa wenn in Upton Sinclairs Roman Öl! eine sprudelnde Ölquelle mit einer Frau, die zum Orgasmus kommt, gleichgesetzt wird.
Des Weiteren bietet das Verbrennen fossiler Rohstoffe nach Daggett die Möglichkeit, dem von Theweleit diagnostizierten männlichen Zwang zur Selbstkontrolle zu entfliehen. Durch das gezielte Verbrennen fossiler Rohstoffe kann der Natur sowie den eigenen Mitmenschen unmittelbar Schaden zugefügt werden. Menschen, die fossile Brennstoffe kontrollieren, sind somit in einer Machtposition: Sie entscheiden über das Ausmaß der angerichteten Schäden. In einer Welt, in der sich gesellschaftliche Umbrüche etwa durch die Folgen der globalen Erwärmung oder die Neuaushandlung von Geschlechterrollen abzeichnen, kann Petromaskulinität daher Sicherheit vermitteln. Daggett sieht hierin die Erklärung für gesellschaftliche Phänomene wie etwa das Rolling Coal.

## Rezeption
Innerhalb der wissenschaftlichen Literatur wurde der Begriff positiv aufgenommen und fungierte auch als Ausgangspunkt für weitere Forschung. Kritik wurde dagegen vor allem bei konservativen Zeitungen und Onlinemagazinen laut. Das Konzept der Petromaskulinität wurde als „absurd“ bezeichnet. An anderer Stelle war zu lesen, dass der Begriff lediglich dazu gedacht sei, linken Männerhass weiter zu etablieren. Laut Liza Featherstone von The New Republic entbehren diese sehr emotionalen Reaktionen nicht einer gewissen Ironie, da Cara Daggett den Begriff Petromaskulinität eben genau prägte, um das leidenschaftliche Festhalten weißer konservativer Männer an fossilen Brennstoffen zu erklären. Knut Cordsen warf im BR die Frage auf, ob es sich um ein echtes Problem oder eine Erfindung des Anti-Auto-Aktivismus handele.